# Labyrint: Vražedná léčba
Labyrint: Vražedná léčba (v anglickém originále The Maze Runner: The Death Cure) je filmová adaptace románu Vražedná léčba z knižní série Labyrint psané spisovatelem Jamesem Dashnerem. Stejně jako předchozí díly jej natáčel režisér Wes Ball ve spolupráci se scenáristou T. S. Nowlinem. Světová distribuční premiéra byla plánována na 17. únor 2017, později kvůli zranění ústředního představitele Dylana O'Briena odložena na 12. leden 2018. V dubnu 2017 společnost ohlásila jako datum premiéry 9. únor 2018. Nakonec studio přesunulo premiéru na 26. ledna 2018. V České republice měl premiéru 25. ledna 2018.
Ve filmové trilogii se jedná o třetí film. Předchozí filmy jsou Labyrint: Útěk (The Maze Runner, 2014) a Labyrint: Zkoušky ohněm (Maze Runner: Scorch Trials, 2015).

## Obsazení
- Dylan O'Brien jako Thomas
- Kaya Scodelario jako Teresa
- Thomas Brodie-Sangster jako Newt
- Dexter Darden jako Frypan
- Nathalie Emmanuel jako Harriet
- Giancarlo Esposito jako Jorge
- Aidan Gillen jako Janson

- Walton Goggins jako Lawrence
- Ki Hong Lee jako Minho
- Jacob Lofland jako Aris
- Barry Pepper jako Vince
- Will Poulter jako Gally
- Rosa Salazar jako Brenda
- Patricia Clarkson jako Ava Paige

## Produkce
Již před natáčením druhého dílu trilogie se hovořilo i o filmové adaptaci dílu třetího. V říjnu 2014 režisér Wes Ball uvedl, že pokud bude tento film režírovat, určitě ho nerozdělí do dvou částí. Počátkem března 2015 média uvedla, že byl sepsáním scénáře opět pověřen T. S. Nowlin, jenž se podílel na scénáři prvního dílu a sepsal scénář k dílu druhému. V červenci 2015 bylo oznámeno, že natáčení začne v únoru 2016. V polovině září 2015 pak bylo potvrzeno pokračování Balla v režii celé trilogie.

## Přijetí

### Tržby
Film vydělal 58 milionů dolarů v Severní Americe a 230,1 milionů dolarů v ostatních oblastech, celkově tak vydělal 288,2 milionů dolarů po celém světě. Rozpočet filmu činil 62 milionů dolarů. Za první víkend docílil nejvyšší návštěvnosti, kdy vydělal 24,2 milionů dolarů. 

### Recenze
Na recenzní stránce Rotten Tomatoes získal ze 144 započtených recenzí 42 procent s průměrným ratingem 5,1 bodů z deseti. Na serveru Metacritic snímek získal z 37 recenzí 51 bodů ze sta. Na Česko-Slovenské filmové databázi si snímek k 3. srpnu 2018 drží 62 procent.

### Nominace
Film získal 4 nominace na cenu Teen Choice Awards, a to v kategoriích nejlepší akční film, nejlepší herec v akčním filmu (O'Brien), nejlepší dvojice (O'Brien a Scodelario) a nejlepší zloduch (Gillen).